# 그레이시 렌돈
그레이시 렌돈(Greeicy Rendón, 1992년 10월 30일 ~ )은 콜롬비아의 배우, 가수, 모델이다.

## 음반 목록
- Baila (2019)